# A View to a Kill (nummer)
A View to a Kill is een single van de Britse band Duran Duran uit het voorjaar van 1985. Het nummer staat op de soundtrack van de James Bondfilm A View to a Kill.
De single werd wereldwijd een gigantische hit en haalde in de Verenigde Staten, Canada, Spanje, Italië, Zweden en Polen, de nummer 1-positie. In thuisland het Verenigd Koninkrijk haalde het nummer de 2e positie in de UK Singles Chart. 
In Nederland was de plaat op donderdag 9 mei 1985 TROS Paradeplaat op Hilversum 3 en werd ook een gigantische hit. De plaat bereikte in zowel de Nederlandse Top 40, de Nationale Hitparade als de TROS Top 50 de 3e positie. Ook in de TROS Europarade werd de 3e positie bereikt. In België bereikte de plaat de 2e positie van zowel de Vlaamse Ultratop 50 als de Vlaamse Radio 2 Top 30

## NPO Radio 2 Top 2000
| Nummer met noteringen in de NPO Radio 2 Top 2000 | '99  | '00  | '01  | '02  | '03  | '04  | '05-'11 | '12  | '13  | '14 | '15  |
| ------------------------------------------------ | ---- | ---- | ---- | ---- | ---- | ---- | ------- | ---- | ---- | --- | ---- |
| A View to a Kill                                 | 1063 | 1232 | 1593 | 1230 | 1753 | 1795 | -       | 2000 | 1735 | -   | 1867 |

1. ↑  Een '-' betekent dat het nummer niet was genoteerd en een vetgedrukt getal geeft de hoogste notering aan.
2. ↑  Deze tabel is bijgewerkt tot en met de laatste editie (2024).